# Самсиково
Самси́ково (рос. Самсыково, башк. Самсыҡ) — присілок у складі Туймазинського району Башкортостану, Росія. Входить до складу Верхньобішиндинської сільської ради.
Населення — 76 осіб (2010; 75 у 2002).
Національний склад:
- башкири — 63 %
- татари — 32 %